# Češnjice pri Trebelnem
Češnjice pri Trebelnem je naselje u slovenskoj Općini Mokronog - Trebelnu. Češnjice pri Trebelnem se nalazi u pokrajini Dolenjskoj i statističkoj regiji Donjoposavskoj regiji. 

## Stanovništvo
Prema popisu stanovništva iz 2002. godine naselje je imalo 95 stanovnika.